# وقود شمسي
وقود الطاقة الشمسية هو وقود كيميائي صناعي ينتج من الطاقة الشمسية. يمكن إنتاج الوقود الشمسي من خلال الكيمياء الضوئية والبيولوجية الضوئية (أي التمثيل الضوئي الاصطناعي) والكيمياء الحرارية (أي من خلال استخدام الحرارة الشمسية التي توفرها الطاقة الحرارية الشمسية المركزة لتحريك تفاعل كيميائي) والتفاعلات الكهروكيميائية. يستخدم الضوء كمصدر للطاقة، حيث يتم تحويل الطاقة الشمسية إلى طاقة كيميائية، غالبًا عن طريق تقليل البروتونات إلى هيدروجين، أو ثاني أكسيد الكربون إلى مركبات عضوية.
يمكن إنتاج وقود الطاقة الشمسية وتخزينه من أجل استخدامه لاحقًا، عندما لا يتوفر ضوء الشمس، مما يجعله بديلاً للوقود الأحفوري. يتم تطوير محفزات ضوئية متنوعة لنقل هذه التفاعلات بطريقة مستدامة وصديقة للبيئة.

## نظرة عامة
إن اعتماد العالم على انخفاض احتياطيات الوقود الأحفوري لا يطرح مشاكل بيئية فقط، بل مشاكل جيوسياسية أيضًا. يتعبر وقود الطاقة الشمسية، تحديدًا الهيدروجين، كمصدر بديل للطاقة لاستبدال الوقود الأحفوري خاصة عندما يكون التخزين مهمًا. يمكن إنتاج الكهرباء مباشرة من ضوء الشمس من خلال الخلايا الكهروضوئية، لكن هذا النوع من الطاقة غير فعال إلى حد ما في التخزين مقارنة بالهيدروجين. يمكن إنتاج وقود الطاقة الشمسية متى وحيثما يتوفر ضوء الشمس، وتخزينه ونقله لاستخدامه لاحقًا.
وقود الطاقة الشمسية الأكثر بحثًا هو الهيدروجين ومنتجات تقليل ثاني أكسيد الكربون الكيميائي الضوئي.
يمكن إنتاج الوقود الشمسي عبر عمليات مباشرة أو غير مباشرة. تسخر العمليات المباشرة الطاقة في ضوء الشمس لإنتاج وقود بدون تحويلات طاقة وسيطة. في المقابل، يتم تحويل الطاقة الشمسية في العمليات غير المباشرة إلى شكل آخر من أشكال الطاقة أولاً (مثل الكتلة الحيوية أو الكهرباء) التي يمكن استخدامها بعد ذلك لإنتاج الوقود. كانت العمليات غير المباشرة أسهل في التنفيذ ولكن لها عيوب كونها أقل كفاءة من، على سبيل المثال، تقسيم الماء لإنتاج الهيدروجين، حيث تُهدر الطاقة في التحويل الوسيط.

## إنتاج الهيدروجين

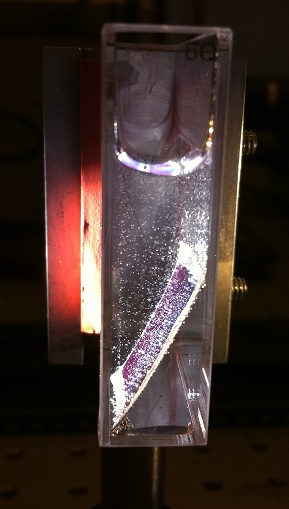
عينة من خلية كهروضوئية في بيئة معملية. تُضاف المحفزات إلى الخلية ، التي تُغمر في الماء وتُضاء بأشعة الشمس المحاكية. الفقاعات المرئية هي الأكسجين (الذي يتشكل في مقدمة الخلية) والهيدروجين (يتشكل على ظهر الخلية).

في عملية كيميائية ضوئية شمسية، يمكن إنتاج الهيدروجين عن طريق التحليل الكهربائي. لاستخدام ضوء الشمس في هذه العملية، يمكن استخدام خلية كهروكيميائية ضوئية، حيث يقوم قطب كهربائي حساس للضوء بتحويل الضوء إلى تيار كهربائي يستخدم بعد ذلك لتقسيم الماء. أحد هذه الأنواع من الخلايا هو الخلايا الشمسية الصبغية. تعتبر هذه العملية غير مباشرة، لأنها تنتج الكهرباء التي تستخدم بعد ذلك لتكوين الهيدروجين. العملية الرئيسية الأخرى غير المباشرة التي تستخدم ضوء الشمس هي تحويل الكتلة الحيوية إلى وقود حيوي باستخدام كائنات التمثيل الضوئي. رغم ذلك، فإن معظم الطاقة التي يتم حصادها عن طريق التمثيل الضوئي تُستخدم في عمليات الحفاظ على الحياة، وبالتالي تُفقد لاستخدام الطاقة.
.يمكن أن تستخدم العملية المباشرة محفزًا يقلل البروتونات إلى هيدروجين جزيئي على إلكترونات من محسس ضوئي متحمس. تم تطوير العديد من هذه المحفزات كدليل على المفهوم، ولكن لم يتم توسيع نطاقها للاستخدام التجاري؛ ومع ذلك، فإن بساطتها النسبية تعطي ميزة التكلفة المنخفضة المحتملة وزيادة كفاءة تحويل الطاقة. أحد هذه الأدلة على المفهوم هو «الورقة الاصطناعية» التي طورتها Nocera وزملاؤها في العمل: مزيج من المحفزات القائمة على أكسيد المعدن وخلية شمسية شبه موصلة تنتج الهيدروجين عند الإضاءة، مع الأكسجين كمنتج ثانوي وحيد.
يمكن أيضًا إنتاج الهيدروجين من بعض الكائنات الحية الدقيقة في التمثيل الضوئي (الطحالب الدقيقة والبكتيريا الزرقاء) باستخدام المفاعلات الحيوية الضوئية. تنتج بعض هذه الكائنات الهيدروجين عند تبديل ظروف الاستزراع؛ على سبيل المثال، ينتج Chlamydomonas reinhardtii الهيدروجين اللاهوائي تحت الحرمان من الكبريت، أي عندما تنتقل الخلايا من وسط نمو إلى آخر لا يحتوي على الكبريت، وتزرع دون الوصول إلى الأكسجين الجوي. كان ثمة نهج آخر لإلغاء النشاط من الهيدروجين المؤكسدة (امتصاص) الفومارية انزيم في diazotrophic cyanobacterium نوستوك punctiforme ، بحيث لا تستهلك الهيدروجين الذي يتم انتاجه بشكل طبيعي في النيتروجينيز الانزيم في المثبتة للنيتروجين الظروف. يمكن أن ينتج هذا الطافرة النقطية الشكل الهيدروجين عند إضاءته بالضوء المرئي.
في العملية الكيميائية الحرارية الشمسية  ، يتم تقسيم الماء إلى هيدروجين وأكسجين باستخدام الحرارة الشمسية المباشرة، بدلاً من الكهرباء، داخل مفاعل شمسي بدرجة حرارة عالية  والذي يتلقى تدفقًا شمسيًا عالي التركيز من مجال شمسي من المروحيات التي تركز بشدة ضوء الشمس المركز في المفاعل. في عملية تستخدم عادةً أكسيد السيريوم  كمتفاعل، فإن الخطوة الأولى هي تجريد CeO2 في CeO عند أكثر من 1400 درجة مئوية. بعد خطوة الاختزال الحراري لتقليل أكسيد المعدن، يتم إنتاج الهيدروجين بعد ذلك من خلال التحلل المائي عند حوالي 800 درجة مئوية. نظرًا لأن تصنيع الهيدروجين يتطلب أداءً مستمرًا، فإن العملية الكيميائية الحرارية الشمسية تتضمن تخزين الطاقة الحرارية. تستخدم طريقة كيميائية حرارية أخرى إعادة التشكيل الشمسي للميثان، وهي عملية تكرر عملية إعادة تشكيل الوقود الأحفوري التقليدية ولكنها تحل محل الحرارة الشمسية.

## تقليل ثاني أكسيد الكربون
يمكن اختزال ثاني أكسيد الكربون (CO 2) إلى أول أكسيد الكربون (CO) ومركبات أخرى أكثر اختزالًا، مثل الميثان، باستخدام المحفزات الضوئية المناسبة. وكان أحد الأمثلة المبكرة استخدام تريس (bipyridine) الروثينيوم (II) كلوريد (رو (bipy) 3 الكلور 2) وكلوريد الكوبالت (كوكلي 2) للحد من CO 2 إلى CO. ومنذ ذلك الحين تم تطوير العديد من المركبات التي تفعل ردود فعل مماثلة، لكنها عموما أداء ضعيف مع التركيزات في الغلاف الجوي من CO 2، تحتاج إلى مزيد من التركيز. أبسط المنتج من تخفيض CO 2 هو أول أكسيد الكربون (CO)، ولكن لتطوير وقود، هناك حاجة إلى مزيد من الانخفاض، وخطوة رئيسية أيضا تحتاج إلى مزيد من التطوير لنقل الأيونات هيدريد لCO.
أيضًا في هذه الحالة، تم استكشاف استخدام الكائنات الحية الدقيقة. باستخدام تقنيات الهندسة الوراثية والبيولوجيا التركيبية، يمكن إدخال أجزاء أو مسارات التمثيل الغذائي لإنتاج الوقود الحيوي بالكامل في الكائنات الحية الضوئية. أحد الأمثلة على ذلك هو إنتاج 1-بيوتانول في Synechococcus elongatus باستخدام إنزيمات من Clostridium acetobutylicum و Escherichia coli و Treponema denticola. أحد الأمثلة على منشأة بحثية واسعة النطاق تستكشف هذا النوع من إنتاج الوقود الحيوي هو AlgaePARC في جامعة Wageningen ومركز الأبحاث بهولندا.